# Cung điện Kadriorg
Cung điện Kadriorg (tiếng Estonia: Kadrioru loss, tiếng Đức: Schloss Katharinental) là một cung điện theo phong cách kiến trúc Petrine Baroque được xây dựng bởi Pyotr Đại đế dành cho nữ hoàng Yekaterina I nằm ở Tallinn, Estonia. Cả tên tiếng Estonia và Đức của cung điện đều có nghĩa là "thung lũng của Yekaterina". Nó được xây dựng sau cuộc đại chiến Bắc Âu theo thiết kế Nicola Michetti bởi Gaetano Chiaveri và Mikhail Zemtsov. Cung điện hiện là Bảo tàng Nghệ thuật Kadriorg, một cơ sở của Bảo tàng Nghệ thuật Estonia, nơi trưng bày nghệ thuật các hiện vật ngoài nước từ thế kỷ 16 đến 20. Bảo tàng Nghệ thuật Kumu trưng bày nghệ thuật Estonia từ thế kỷ 18 trở đi cũng nằm cách cung điện không xa.

## Xây dựng
Sau cuộc bao vây Tallinn thành công trong giai đoạn cuối của cuộc đại chiến Bắc Âu năm 1710, sa hoàng Pyotr Đại đế của Nga đã mua một trang viên nhỏ kiểu Hà Lan tại Lasnamäe cho vợ mình là Yekaterina. Dinh thự ngày nay là kết quả của một cuộc cải tạo mạnh mẽ vào năm 1827 bởi Nikolai I.
Tuy nhiên, kế hoạch xây dựng một cung điện lớn hơn trong khu vực sớm được phát triển và việc xây dựng cung điện mới Kadriorg được bắt đầu vào ngày 25 tháng 7 năm 1718. Pyotr và Yekaterina đã đến thăm nơi ở chưa hoàn thành này nhiều lần, nhưng sau cái chết của hoàng đế vào năm 1725, Yekaterina tỏ ra không quan tâm đến khu đất bên bờ biển này. Đại sảnh với tên viết tắt của Yekaterina và nhiều trang trí bằng vữa đặc sắc được cho là của Heinrich von Bergen vẫn còn tồn tại cho đến ngày nay, trong khi nhiều nội thất trang trí khác đã được thay đổi.
Người làm vườn Ilya Surmin chịu trách nhiệm về khu vườn hoa với hai đài phun nước và cái gọi là vườn ảo ảnh ở đa tầng. Cách bố trí của công viên có nhiều điểm tương đồng với Strelna.

## Phục hồi
Sau cái chết của Pyotr Đại đế, cung điện ít nhận được sự quan tâm của hoàng gia Nga. Nó là điểm ghé thăm không thường xuyên, bởi nữ hoàng Elisabeth và Catherine Đại đế. Từ năm 1828 đến 1830, công cuộc trùng tu rộng rãi các công trình của cung điện và khu đất đã diễn ra. Từ năm 1741 đến năm 1917, cung điện cũng là nơi ở của thống đốc Guberniya Estonia.
Sau tuyên bố độc lập của Estonia vào năm 1919, cung điện trở thành tài sản của nhà nước. Trong một thời gian, một trong những chái nhà là nơi đặt xưởng làm việc của nhà điêu khắc August Weizenberg trong khi cung điện được sử dụng cho các cuộc triển lãm nghệ thuật. 